# Прапор Попаснянського району
Пра́пор Попасня́нського райо́ну — один із символів Попаснянського району Луганської області.

## Опис
Прапор являє собою прямокутне полотнище зі співвідношенням ширини до довжини — 2:3 блакитного кольору. В центрі полотнища розміщено зображення герба району.